# کلاغ: دعای شیطانی
کلاغ: دعای شیطانی (به انگلیسی: The Crow: Wicked Prayer) فیلمی محصول سال ۲۰۰۵ و به کارگردانی لانس مونگیا است. در این فیلم بازیگرانی همچون ادوارد فرلانگ، دیوید بورناز، تارا رید، امانوئل شریکی، دنیس هاپر، دنی ترخو، مارکوس چونگ، تیتو اورتیز و یوجی اوکاموتو ایفای نقش کرده‌اند.
این فیلم دنباله فیلم کلاغ: رستگاری است.